# (295299) Nannidiana
(295299) Nannidiana est un astéroïde de la ceinture principale.

## Description
(295299) Nannidiana est un astéroïde de la ceinture principale. Il fut découvert le 15 avril 2008 à Charleston par Robert Holmes. Il présente une orbite caractérisée par un demi-grand axe de 2,56 UA, une excentricité de 0,19 et une inclinaison de 14,4° par rapport à l'écliptique.

## Compléments